# Istočni Wu
Istočni Wu (kineski: 东吴| 東吳, pinyin: Dōng Wú), poznat i kao Sun Wu (孙吴| 孫吳 Sūn Wú) je država koja je postojala na jugoistoku Kine u 3. stoljeću i predstavljalo jedno od Tri kraljevstva nastalo nakon kolapsa dinastije Han i raspada zemlje. Nastalo je u Jiangnanu (delta Yangtzea), a glavni gradovi su mu bili Jianye (建業), današnji Nanjing), odnosno neko vrijeme Wuchang (武昌, u modernom Ezhouu u provinciji Hubei). Država je ime dobila po regiji Wu, području južno od rijeke Yangtze kojim je u doba kraja dinastije Han vladao gospodar rata Sun Quan, koji je bio nominalno podređen caru Xianu, koji je u stvari bio marioneta sjevernog gospodara rata Cao Caoa. Sun Quan je ispočetka bio zadovoljan svojim statusom regionalnog velmože; međutim, nakon što je Cao Caov sin Cao Pi sebe proglasio novim carem i tako stvorio državu Cao Wei, a isto učinio i Liu Bei, vladar države Shu Han na jugozapadu Kine, godine 229. je i Sun Quan slijedio njihov primjer te proglasio novu carsku dinastiju Wei. U sljedećih nekoliko desetlječa je Istočni Wu uživala relativan mir i razvitak, te se u njoj počeo stvarati poseban kulturni identitet koji će doprinijeti podjeli Kine na Sjevernu i Južnu u kasnijim periodima. Država Wu se kao samostalni entitet uspjela održati najduže od sva Tri kraljevstva - godine 280. ju je pokorio Sima Yan, vladar sjevernjačke dinastije Jin te tako ponovno ujedinio Kinu u jedinstvenu političku cjelinu.

## Vladari dinastije Wu
| Postumno ime (Shi Hao 諡號)                                              | Rodno ime                | Godine vladavine | Područja vladanja (Nian Hao 年號) |
| ------------------------------------------------------------------------ | ------------------------ | ---------------- | --- |
| Konvencionalno: „Wu“ + Postumno ime                                      |                          |                  | |
| Da Di (大帝 dà dì)                                                       | Sun Quan (孫權 sūn quán) | 222. – 252.      | Huangwu (黃武 huáng wǔ) 222. – 229. Huanglong (黃龍 huáng lóng) 229. – 231. Jiahe (嘉禾 jiā hé) 232. – 238. Chiwu (赤烏 chì wū) 238. – 251. Taiyuan (太元 taì yuán) 251. – 252. Shenfeng (神鳳 shén fèng) 252.                                                                         |
| Kuaiji Wang (會稽王 kuaì jī wáng)                                        | Sun Liang                | 252. – 258.      | Jianxing (建興 jiàn xīng) 252. – 253. Wufeng (五鳳 wǔ fèng) 254. – 256. Taiping (太平 taì píng) 256. – 258. |
| Jing Di (景帝 jǐng dì)                                                   | Sun Xiu                  | 258. – 264.      | Yong'an (永安 yǒng ān) 258. – 264. |
| Wucheng Hou (烏程侯 wū chéng hóu) ili Guiming Hou (歸命侯; gūi mìng hóu) | Sun Hao                  | 264. – 280.      | Yuanxing (元興 yuán xīng) 264. – 265. Ganlu (甘露 gān lù) 265. – 266. Baoding (寶鼎 baǒ dǐng) 266. – 269. Jianheng (建衡 jiàn héng) 269. – 271. Fenghuang (鳳凰 fèng huáng) 272. – 274. Tiance (天冊 tiān cè) 275. – 276. Tianxi (天璽 tiān xǐ) 276. Tianji (天紀 tiān jì) 277. – 280. |

## Poznate osobe
- Lu Kang, general
- Zhu Yi (Tri kraljevstva), vojskovođa
- Lü Ju, vojskovođa
- Teng Yin, ministar

| Prethodnik:   | Istočni Wu 229. – 280. | Nasljednik:                 |
| Dinastija Han | Istočni Wu 229. – 280. | Dinastija Jin (265. – 420.) |